# سيدي بلعباس
سيدي بلعباس ( بالأمازيغية: ⵙⵉⴷⵉ ⴱⴰⵍⵄⴰⴱⴰⵙ) مدينة وبلدية تابعة إقليميا إلى دائرة سيدي بلعباس ولاية سيدي بلعباس الجزائرية.

## السكان والاقتصاد
بلغ عدد سكان المدينة 212935 نسمة في عام 2008. وتعد المدينة مركزاً اقتصادياً لمنطقة مهمة تتألف من البساتين والأسواق. ويتم فيها تصنيع معدات الزراعة والإلكترونيات. ويوجد بها خطوط نقل الحافلات والسكك الحديدية، هذا بالإضافة إلى الفنادق والمطاعم.
كما تشرف المدينة على محطة الصيانة للسكك الحديدية الوحيدة على مستوى البلاد مما يساهم في رفع اقتصادها.

## الموقع
تقع بلدية سيدي بلعباس على وادي ماكرا، ونشأت كمعسكر فرنسي في عام 1843. يحدها من الشمال.

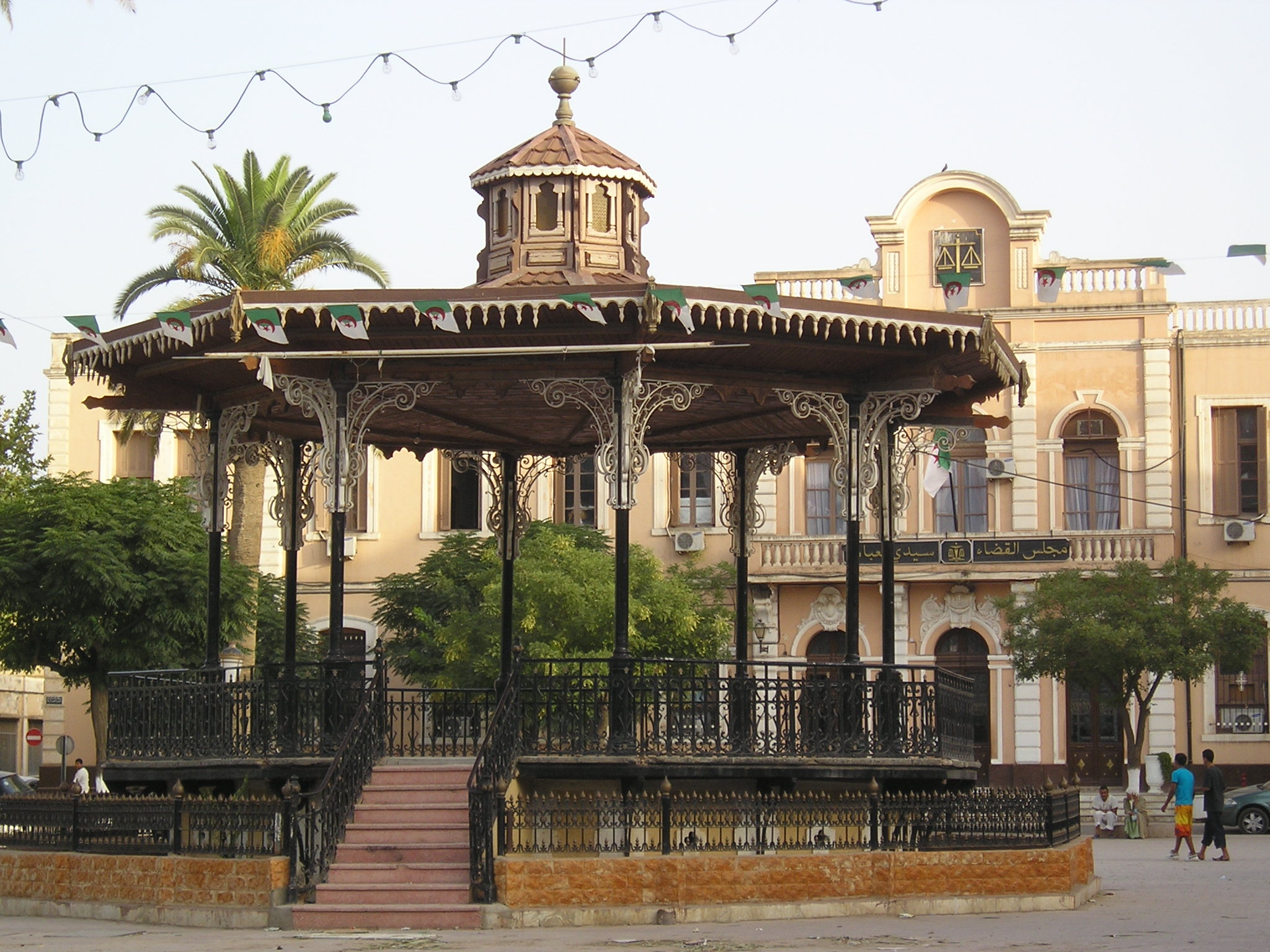
وسط مدينة سيدي بلعباس.
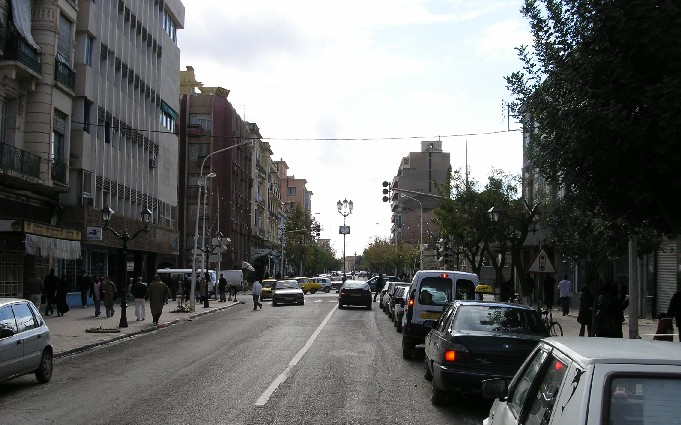
أحد أكبر شوارع بمدينة سيدي بلعباس.
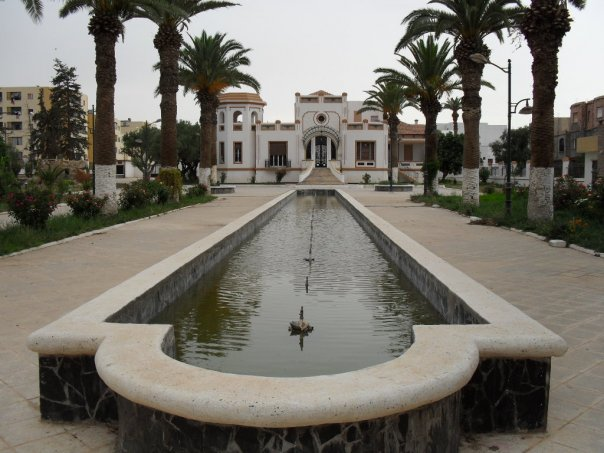
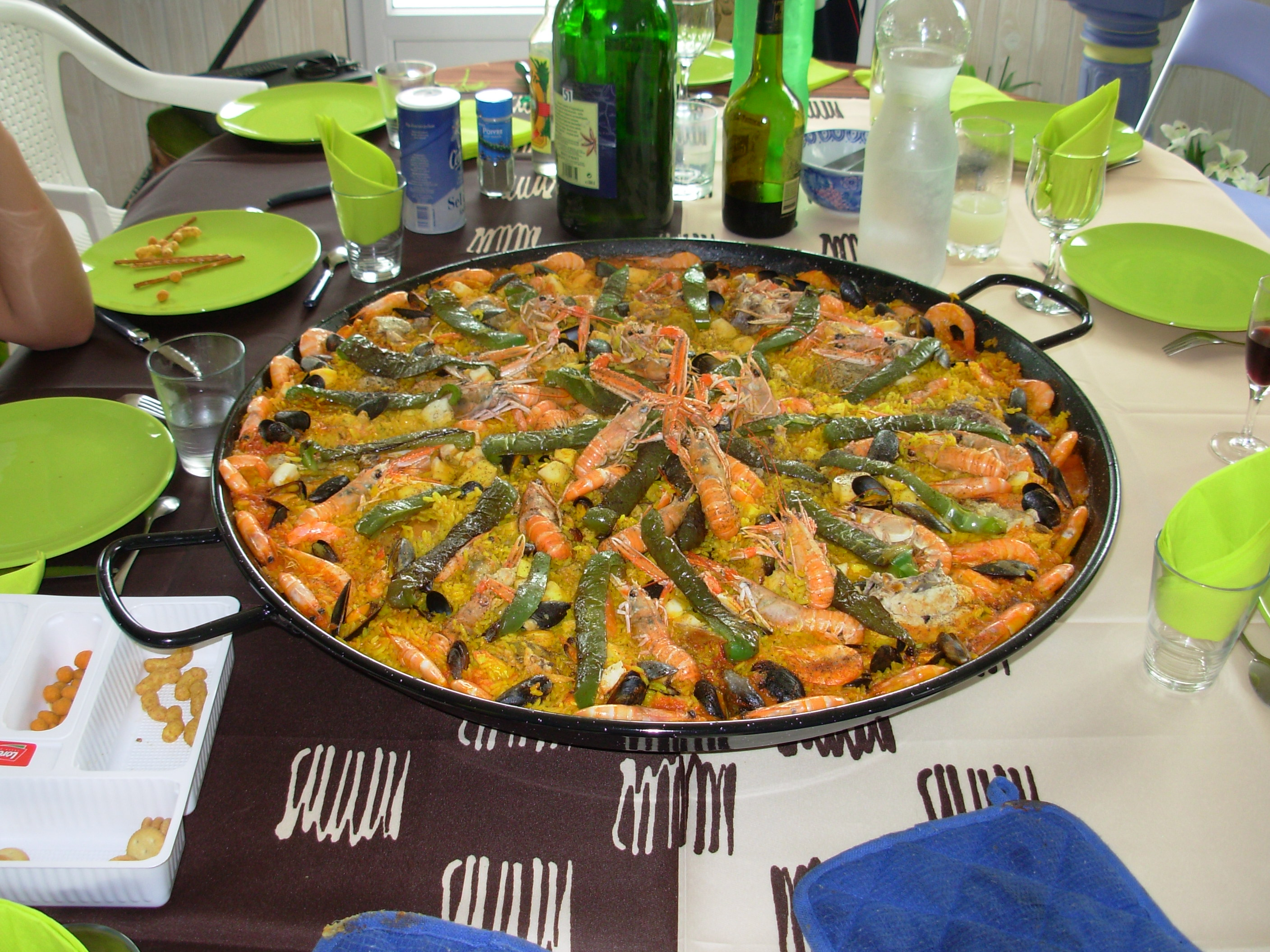

## أعلام
- مارسيل سردان
- رينيه فيفياني
- جان فرانسوا لاريوس
- كاد ميراد
- غاستون جوليا
- محمد طيبي العربي
- احمد شقرون

## وصلات أخرى

### وصلات داخلية
- ولاية سيدي بلعباس
- دائرة سيدي بلعباس

### وصلات خارجية
- سيدي بلعباس أنفو
- جامعة سيدي بلعباس

1. ↑  GeoNames (بالإنجليزية), 2005, QID:Q830106
2. ↑  "معلومات عن سيدي بلعباس على موقع d-nb.info". d-nb.info. مؤرشف من الأصل في 2019-12-08.
3. ↑  "معلومات عن سيدي بلعباس على موقع viaf.org". viaf.org. مؤرشف من الأصل في 2019-07-30.
4. ↑  "معلومات عن سيدي بلعباس على موقع id.loc.gov". id.loc.gov. مؤرشف من الأصل في 2019-12-08.